# James Orange
James Edward Orange, noto anche con lo pseudonimo di Shackdaddy (Birmingham, 29 ottobre 1942 – Atlanta, 16 febbraio 2008), è stato un attivista statunitense, leader del movimento per i diritti civili degli afroamericani.

## Biografia
Il reverendo James Orange fu arrestato e incarcerato preventivamente nella contea di Perry, in Alabama, con l'accusa di aver arruolato degli studenti nelle campagne per il diritto di voto. L'incarcerazione ha scatenato una protesta che è culminata nelle marce da Selma a Montgomery e al Voting Rights Act.